# Groot-België
Groot-België (fr: Grande Belgique) is een benaming voor Belgisch irredentisme; het streven naar groter Belgisch grondgebied. Hier werd meestal aanspraak gemaakt op Duits grensgebied dat tot Hertogdom Limburg behoorde (Land van Eupen), Nederlands Limburg, Zeeuws-Vlaanderen en het Groothertogdom Luxemburg (en haar voormalig gebied). In mindere mate werd er ook aanspraak gemaakt op de Nederlandse provincie Noord-Brabant (1830) en de Franse Nederlanden (Nord-Pas-de-Calais). Kort na 1830 leefde zelfs het idee om een federatie te vormen met het Rijngebied in Duitsland.
De steun voor Belgisch irredentisme is vandaag vrijwel geheel verdwenen. Discussies in België gaan vooral over de splitsing van België, Groot-Nederland, rattachisme en, in zeer beperkte mate, over Heel-Nederland. In de betroffen gebieden is, behalve in Limburg en Luxemburg, het enthousiasme over een aanhechting door België overigens altijd zeer beperkt gebleven.
Wel bestaat sinds 1921 de Belgisch-Luxemburgse Economische Unie, soms ook BLEU genoemd. Vandaag de dag werkt deze unie nog nauwer samen op economisch vlak dan de Benelux Unie dat doet al is de unie hiernaast nog weinig relevant.

## Geschiedenis

### Belgische Revolutie

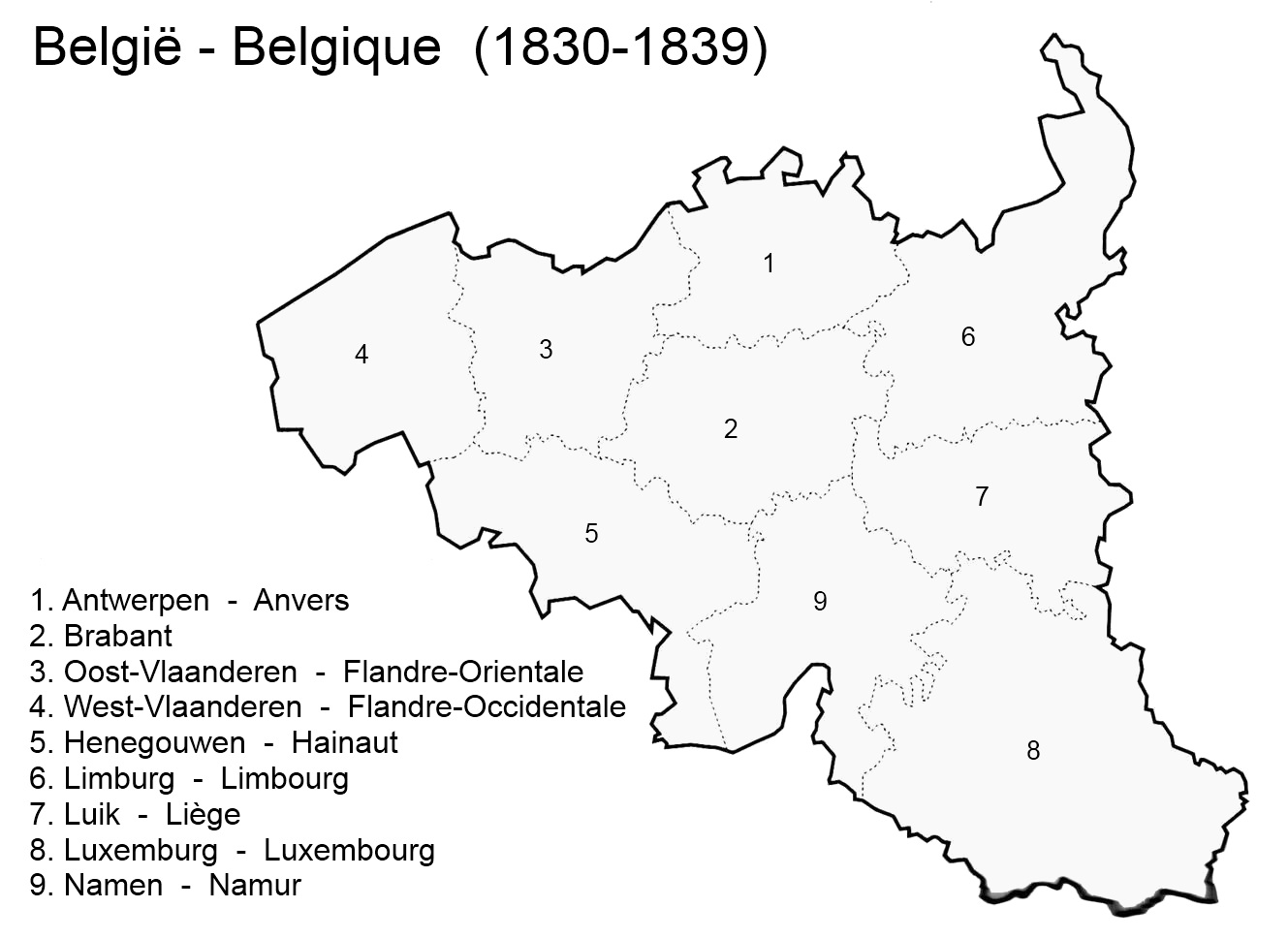
België tussen 1830 en 1839, zonder rekening te houden met Maastricht en Luxemburg-stad

De Belgische staat, die in 1830 onafhankelijk werd van het Verenigd Koninkrijk der Nederlanden, omvatte oorspronkelijk ook Nederlands Limburg (uitgezonderd Maastricht en directe omgeving wegens orangistische legers rondom deze stad) en het Groothertogdom Luxemburg, met uitzondering van Luxemburg-stad wegens het Pruisische leger dat daar aanwezig was.
Er werd door de jonge staat ook aanspraken gemaakt op Noord-Brabant en Zeeuws-Vlaanderen, maar deze zijn nooit realistisch geweest omdat de opstandelingen geen macht konden uitoefenen in dit traditioneel (Noord-)Nederlandse gebied. Franse en Belgische militairen hebben geprobeerd om Zeeuws-Vlaanderen te veroveren, maar dit faalde. Ook Noord-Brabant werd succesvol verdedigd door de Gentenaar Jozef van Geen.
Door het verdrag der XXIV artikelen werd in 1839 de Belgische onafhankelijkheid erkend. Zij deed afstand van Limburg ten oosten van de Maas (nu Nederlands-Limburg) en het Duitstalige deel van Luxemburg (nu het Groothertogdom Luxemburg). Het Land van Aarlen bleef wel bij België, omdat Aarlen de hoofdplaats was van de Belgische provincie Luxemburg (in afwachting van een verhuizing naar Luxemburg-stad, die er nooit is gekomen). Deze provincie werd vanaf 1839 een volwaardig deel van België, en was niet meer verbonden met de Duitse Bond.
Officieel werden de grenzen van België dus vanaf 1839 definitief vastgelegd. Sommigen bleven echter ijveren voor gebiedsuitbreiding. Zelfs Leopold II maakte al als kroonprins plannen voor een aanval op Nederland, maar deze zijn nooit in de praktijk gebracht.

### Na de Grote Oorlog

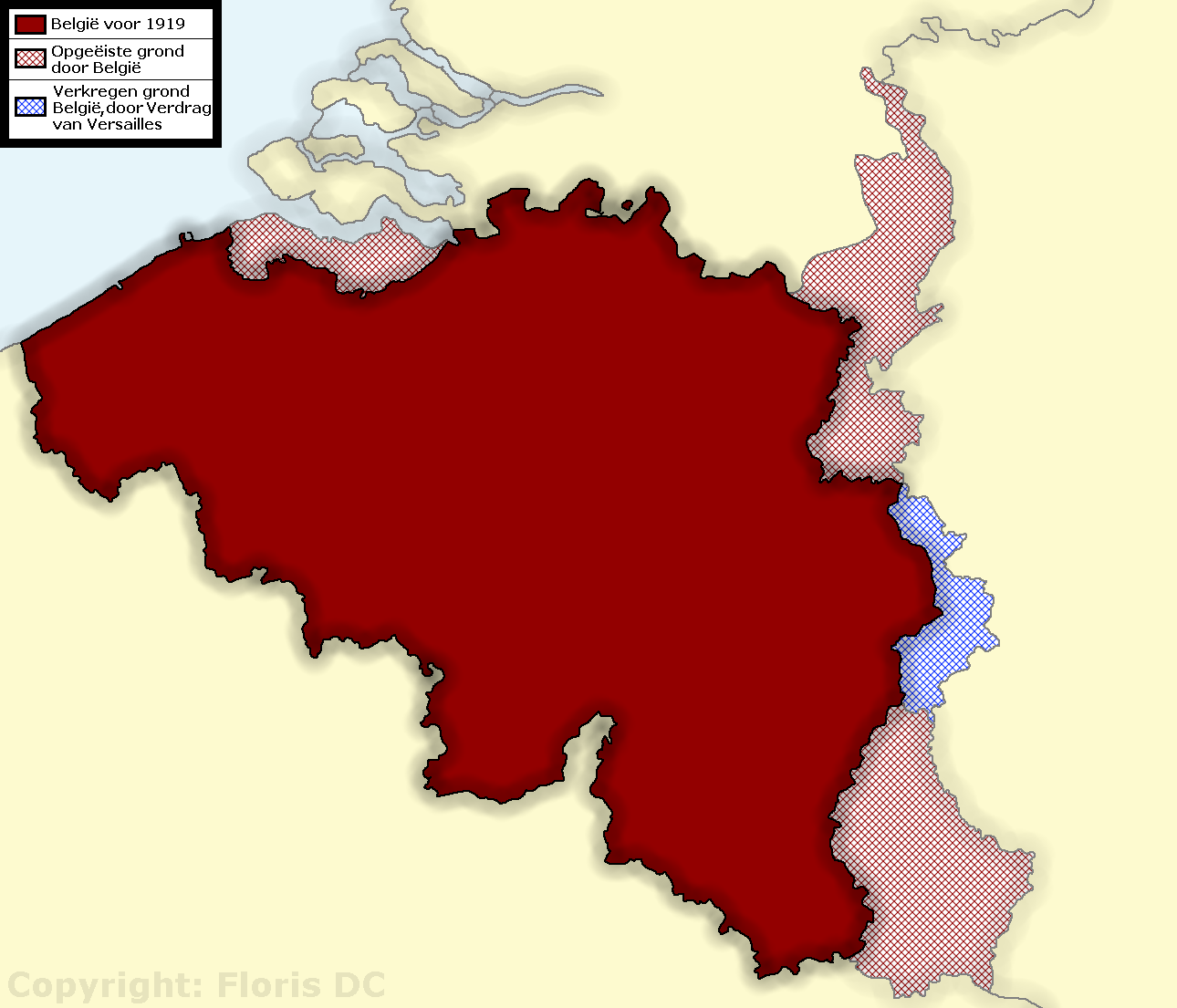
Kaart met de door België opgeëiste gebieden (rood), en de door het Verdrag van Versailles toegekende gebieden (blauw).

Na de Eerste Wereldoorlog kreeg het idee van een dergelijk Groot-België weer aanhang en werden dergelijke irredentistische aanspraken weer relevant. Nederland zou de Duitsers bevoordeeld hebben tijdens de oorlog door, onder andere, de gevluchte Keizer Wilhelm te hebben opgevangen. Hierom eisten sommige Belgen alsook de Belgische staat Zeeuws-Vlaanderen en Nederlands Limburg op. Daar kwam uiteindelijk niets van in huis, maar België verkreeg wel de Oostkantons van Duitsland door het Verdrag van Versailles.
Door het referendum van 1919 in Luxemburg kwam ook de kans om het Belgisch koningshuis op de troon te krijgen van het Hertogdom maar ook dit was te vergeefs voor de Belgen. Wel bestaat sinds 1921 een Belgisch-Luxemburgse Economische Unie. Zo waren de Belgische frank en de Luxemburgse frank aan elkaar gekoppeld aan een ratio van 1:1.
Na de Tweede Wereldoorlog eiste België opnieuw Duitse gebieden op. Het verkreeg in 1949 een zeer geringe uitbreiding van zijn grondgebied, maar gaf de meeste verkregen gebieden al in 1958 terug.

## Motieven om Nederlandse gebiedsdelen aan te hechten
Nederland zou de Duitsers bevoordeeld hebben in de Eerste Wereldoorlog, daarom eisten sommige Belgen gebiedsdelen op.
- Zeeuws-Vlaanderen zou altijd integraal deel uitgemaakt hebben van Vlaanderen. Nederlanders zouden dit gebied toegeëigend hebben als Zeeuws gebied nadat dit op de Spanjaarden buitgemaakt was, maar het werd volgens hen foutief ingedeeld. Voor hen zou het zelfs Vlaams-Zeeland moeten heten. Bij gebrek aan landverbinding met de rest van Zeeland vonden zij dat het beter bij België zou worden aangehecht. Een ander bijkomend feit was dat de Scheldeverdieping dan een heel ander perspectief kreeg.
- Nederlands Limburg behoorde oorspronkelijk ook tot België maar door vredesonderhandelingen zou dit gebied in 1839 naar Nederland gaan.

## Motieven om Duits/Duitstalige gebiedsdelen aan te hechten
- Hertogdom Limburg: gebiedsdelen van Duitsland die vroeger onder Limburg vielen zouden opeisbaar moeten zijn. Dat is gedeeltelijk gebeurd met de huidige Oostkantons
- Groothertogdom Luxemburg: de toenmalige groothertogin had een referendum gehouden in 1919 met als doel afstand te doen van de troon (Nassau-Weilburg) en aansluiting te zoeken bij België waar familieleden op de troon zaten. Dit plan is nooit gerealiseerd. Wel zagen Groot-Belgicisten hier iets in en vonden dat de beide Luxemburgen verenigd dienden te worden onder België inclusief de Duitse gebiedsdelen die Luxemburg ooit omvatte als hertogdom, onder meer Bitburg.

## Volgens oude graafschappen en hertogdommen
Een andere nagestreefde manier om het grondgebied van België te vergroten, is om alle oude graafschappen en hertogdommen van de Nederlanden die (gedeeltelijk) in België liggen, te herenigen en te verenigen onder België, al dan niet met Artesië (hedendaags Pas-de-Calais).
Hiervoor komen
- de Franse arrondissementen Duinkerke, Rijsel en Dowaai, Zeeuws-Vlaanderen & de van-ouds Vlaamse, nu Henegouwse gemeenten Moeskroen en Komen-Waasten, samen met de provincies West-Vlaanderen & Oost-Vlaanderen bij Vlaanderen;
- de Franse arrondissementen Avesnes-sur-Helpe, Cambrai en Valenciennes, samen met de Belgische provincie Henegouwen bij Henegouwen;
- de Nederlandse provincie Noord-Brabant, samen met de Belgische provincies Antwerpen, Vlaams-Brabant en Waals-Brabant bij Brabant;
- de Nederlandse provincie Limburg samen met Belgisch Limburg bij Limburg;
- het Groothertogdom Luxemburg samen met de provincie Luxemburg bij Luxemburg, al dan niet inclusief de gebiedsdelen die Luxemburg ooit omvatte als hertogdom, onder meer Bitburg dat in Duitsland ligt;
- terugdraaiing van de overheveling van gemeenten bij het bepalen van de Belgische taalgrens in 1962, naar hun oorspronkelijk gebied.

| De Nederlanden 1548 | De Nederlanden 1648 | De Nederlanden 1812 | De Nederlanden 1829 | De Nederlanden 1905 |
| ------------------- | ------------------- | ------------------- | ------------------- | ------------------- |
|                     |                     |                     |                     |                     |